# Centrální kotelna
Centrální kotelna je brutalistický objekt nacházející se na rohu ulic Wenzigova a Sokolská na Praze 2. Plynová kotelna slouží k zásobování Všeobecné fakultní nemocnice v Praze teplem. Byla dokončena v roce 1993 a jejím autorem je architekt Karel Prager, který ji navrhl šest let předtím v rámci návrhu širší úpravy nemocničního areálu. Kotelna je ve tvaru pyramidy s vysokým komínem ukončeným ocelovou špičkou. Stěny pokrývá keramický obklad, strop a rohy jsou prosklené, v rozích vystupují nosné ocelové prvky nabarvené na červeno. Uvnitř se nachází ohromný prostor rozčleněný na tři podlaží s výtopní technikou. Pod ním je pak sklep.

## Galerie

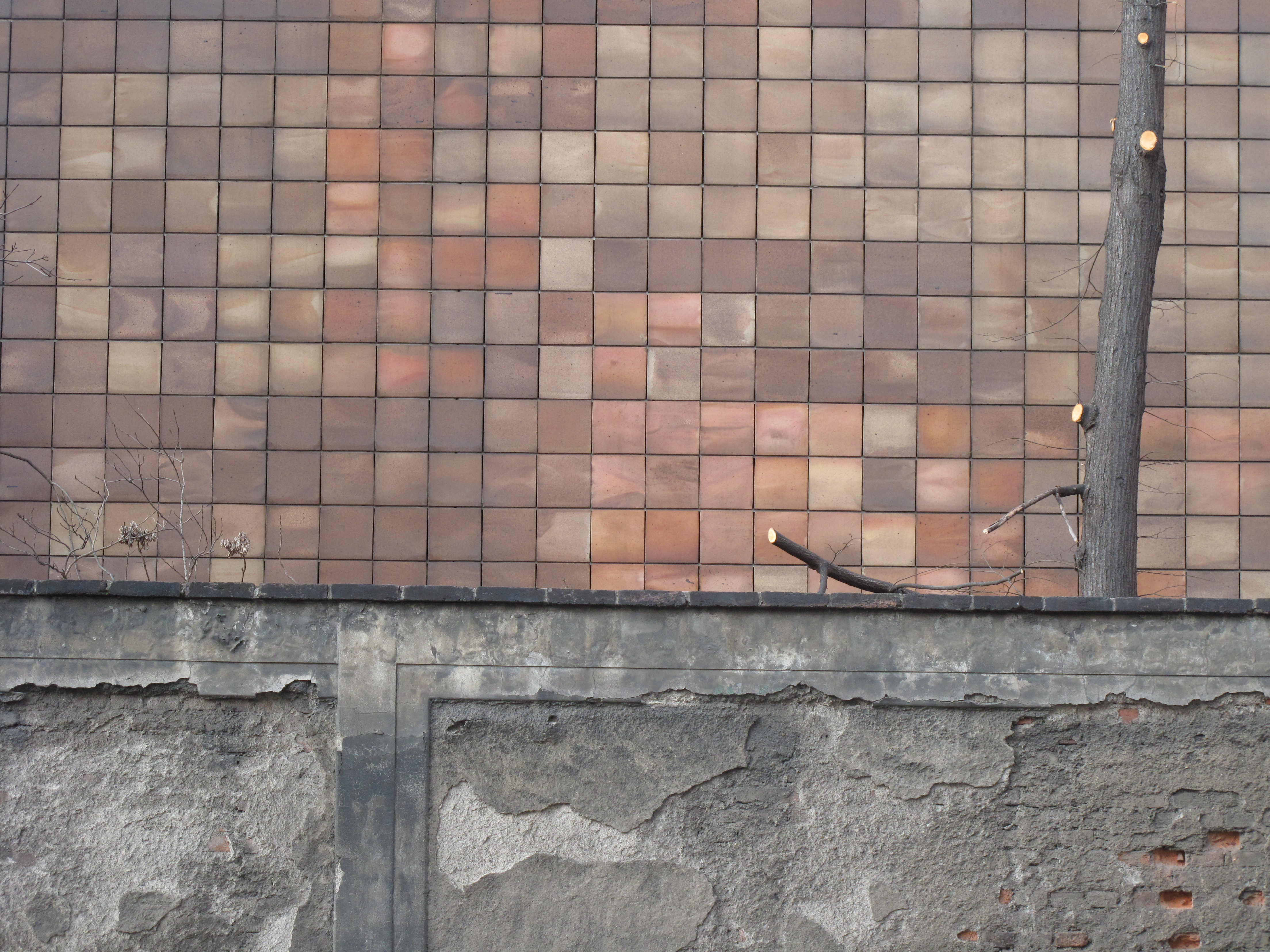
Keramický obklad na fasádě
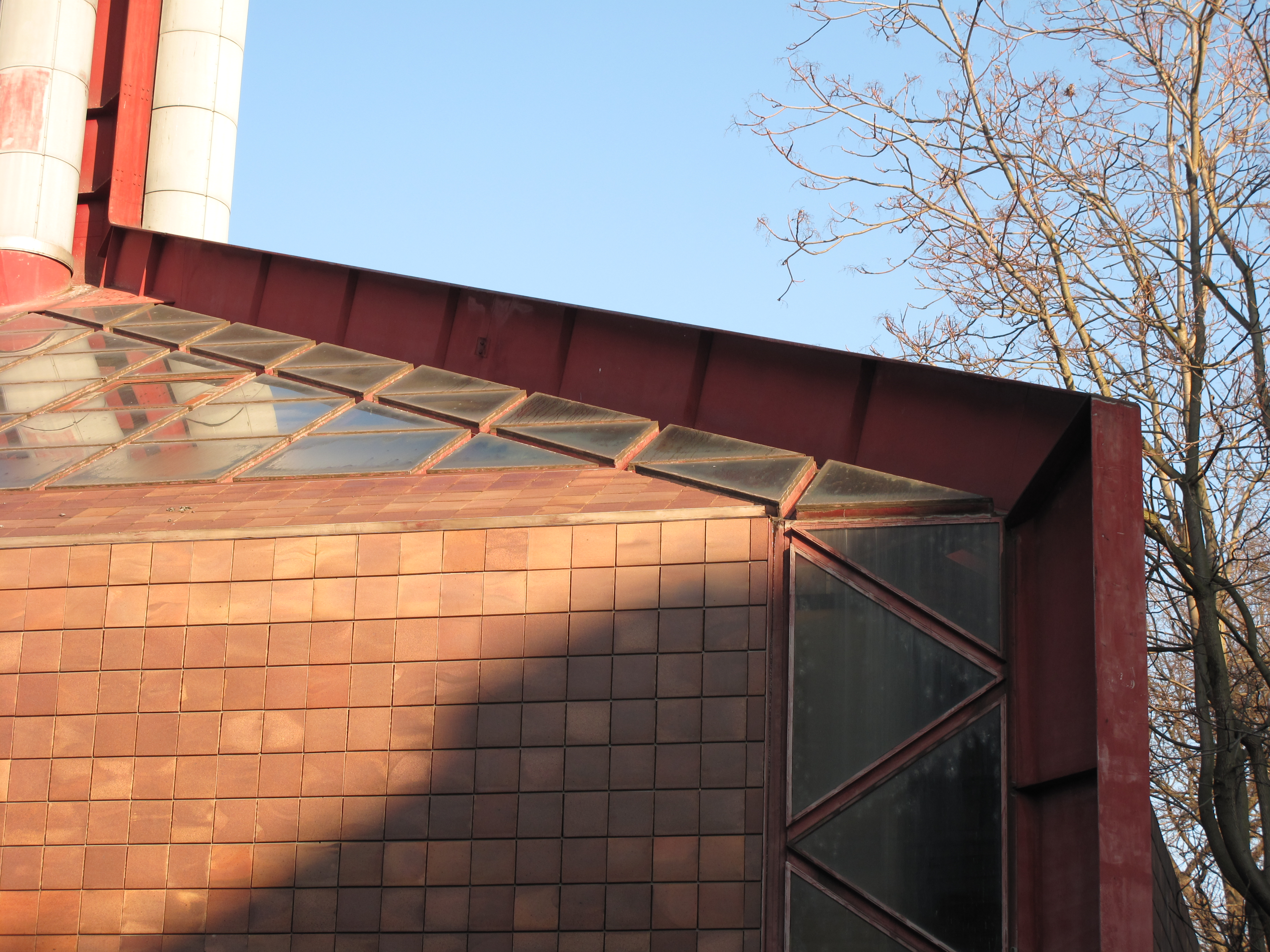
Zasklení stropu, vystouplé nosné ocelové prvky v rozích pokračující až na komín
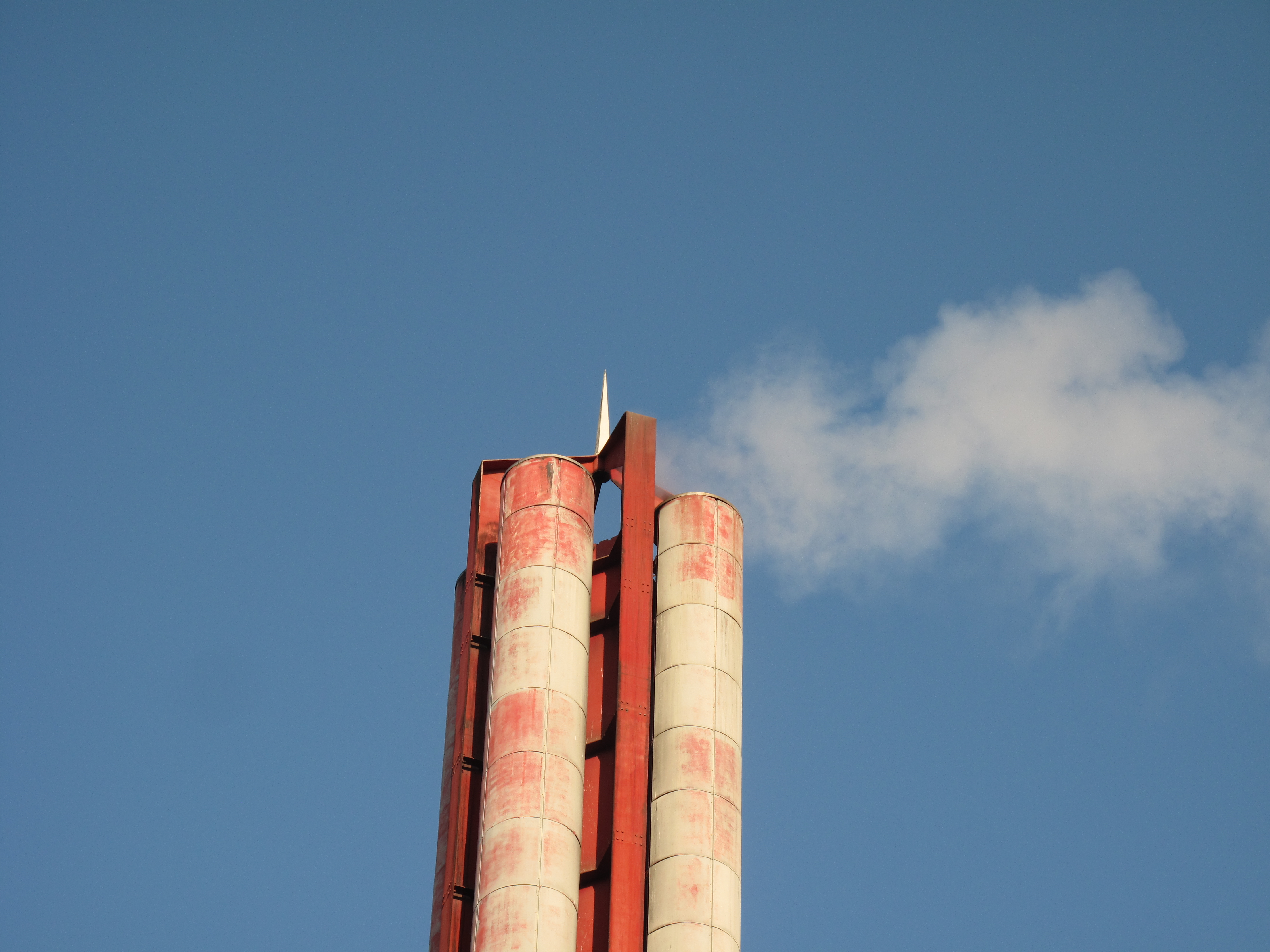
Špičku komína tvoří spojení ocelových nosníků, na kterých jsou zavěšeny komínové tubusy
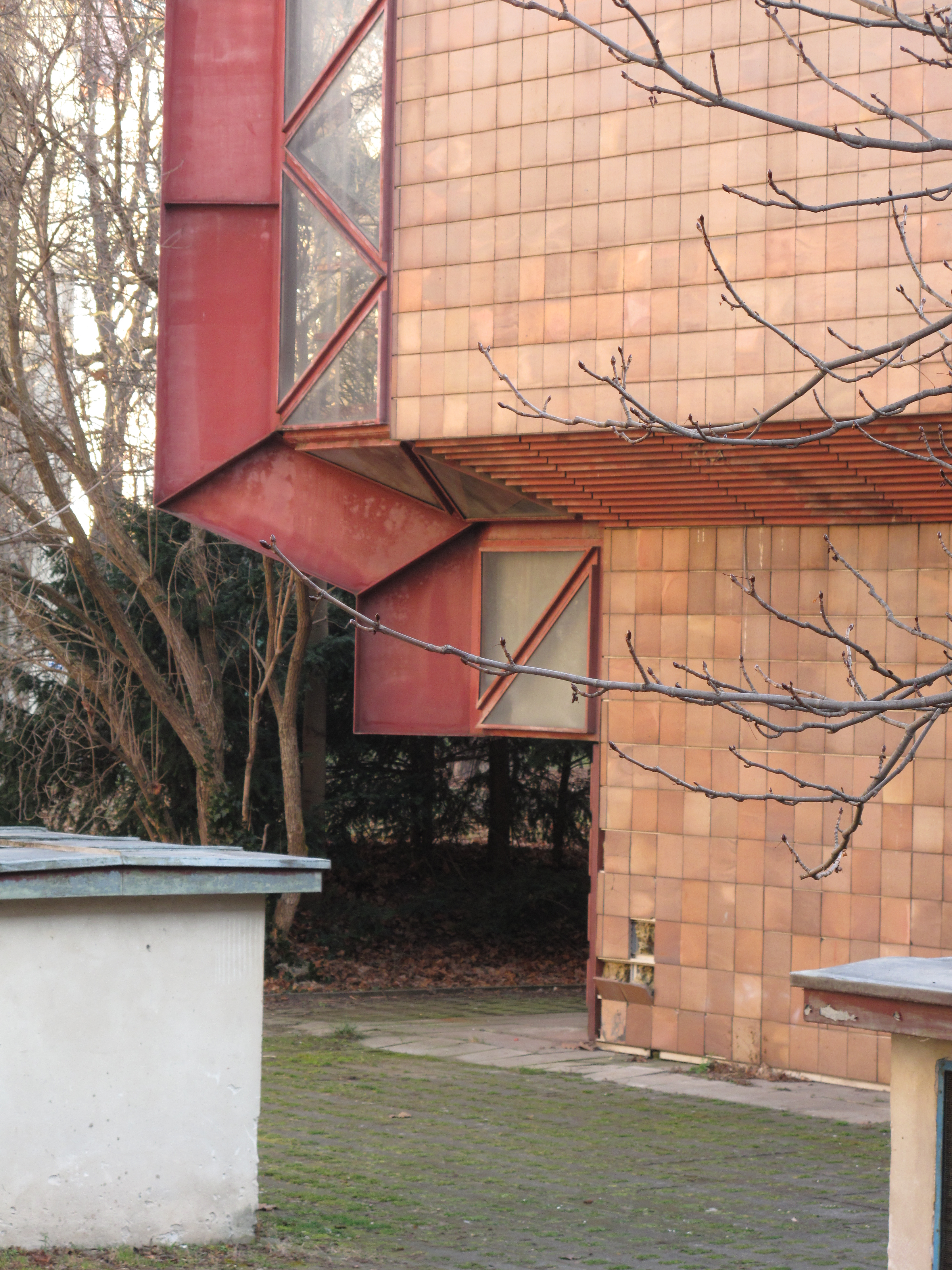
Roh stavby v přízemí